# Borby

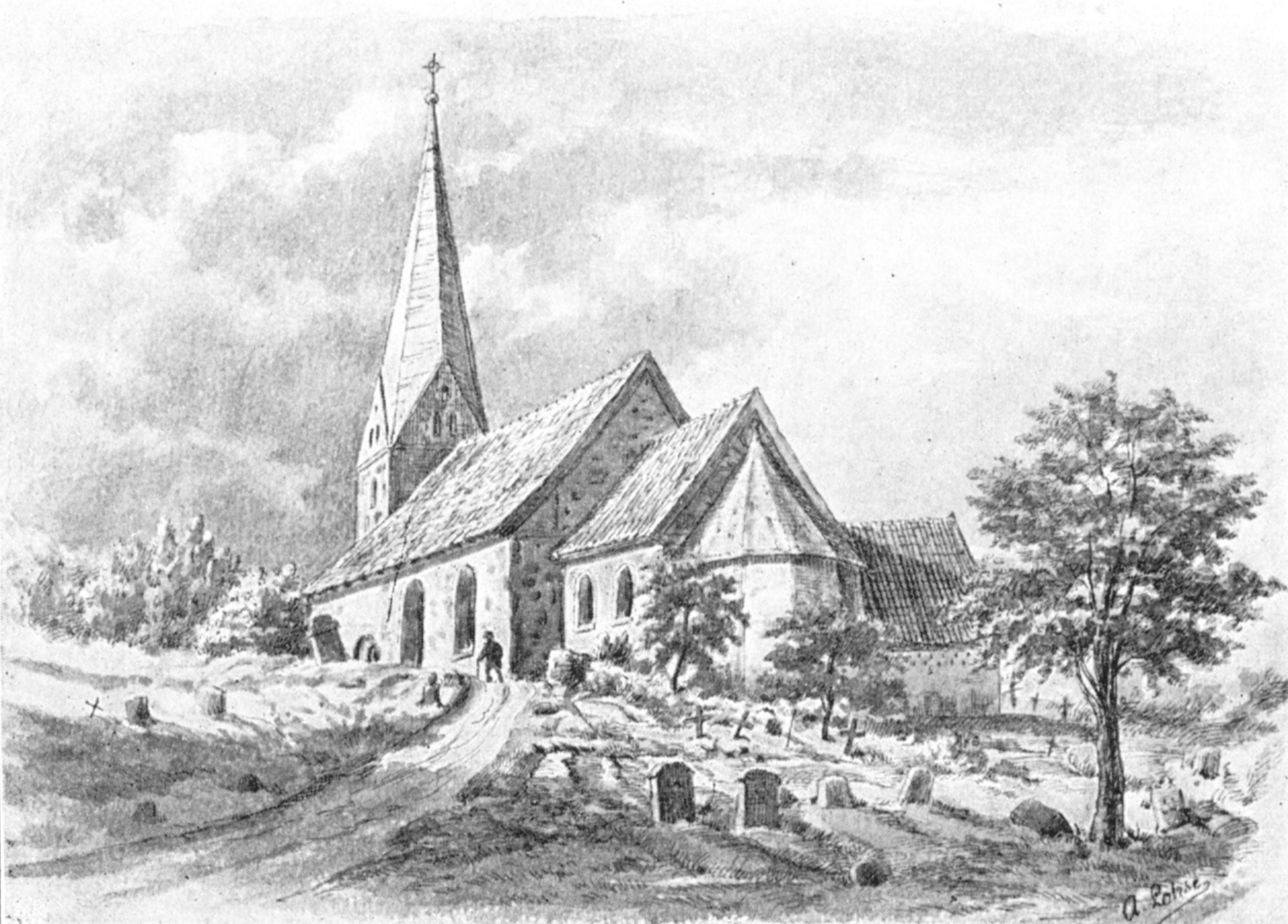
Borbyer Kirche um 1895, gezeichnet von Adolf Lohse

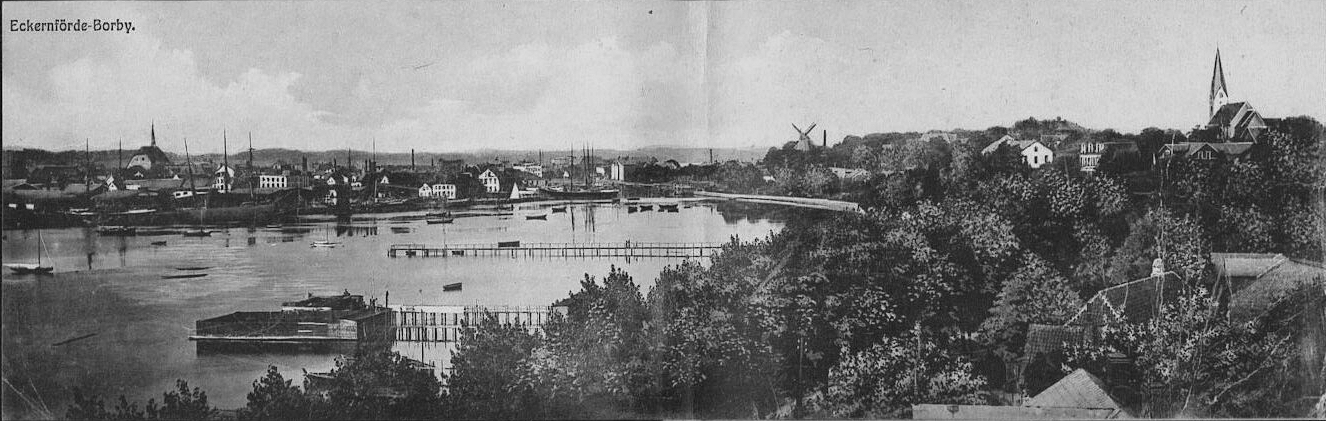
Eckernförde und Borby – Panorama um 1915

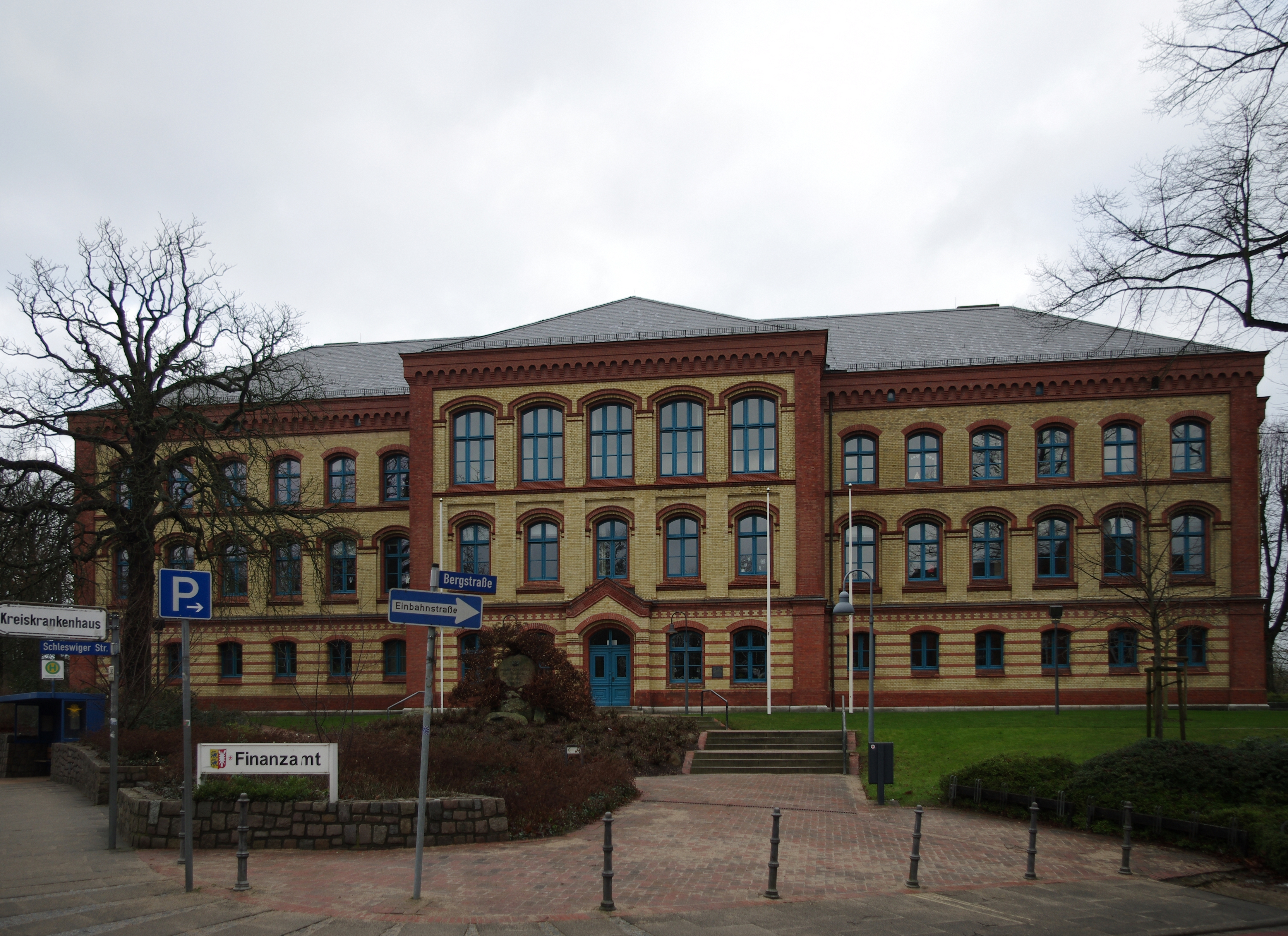
Zuerst Lehrerseminar, dann Landratsamt, heute Finanzamt: Gebäude an der Ecke Bergstraße/Riesebyer Straße in Borby

Das ehemalige Seebad Borby (dänisch: Borreby) an der Eckernförder Bucht wurde am 1. April 1934 auf Betreiben des damaligen Eckernförder NS-Bürgermeisters Helmut Lemke in die Stadt Eckernförde eingemeindet. Zum Zeitpunkt der Eingemeindung hatte Borby 2234 Einwohner auf einer Fläche von 347 Hektar und war damit nach Eckernförde und vor Gettorf die Gemeinde mit der zweithöchsten Einwohnerzahl im Kreis Eckernförde. Die heutige Einwohnerzahl Borbys beträgt in etwa das Dreifache. Ehemalige Ortsnamen sind Borgheby und Borbye.

## Ortsteile
Der Eckernförder Stadtteil Borby verfügt selbst über mehrere Ortsteile – das sind unter anderem: Alt-Borby (die Bergstraße entspricht der ehemaligen Dorfstraße), Borbyhof, Feldwegsiedlung, Borbyer Hagen (heute weniger gebräuchliche Bezeichnung für das Gebiet, in dem unter anderem der Kösliner Ring und der Neue Borbyer Friedhof liegen; 1772: Borbuyer Hagen), Hasenheide (als Ortsteilbezeichnung heute ungebräuchlich, das Gebiet geht über die gleichnamige Straße hinaus), Borbyer Hufe. Schnaap war bis zur Eingemeindung ein Ortsteil von Borby (als Exklave). Der Vogelsang, der heute allgemein wieder als Teil Borbys betrachtet wird, gehörte von 1708 bis 1934 als Stadtteil zu Eckernförde, davor zu Borby. Die Verwaltung des Schul- und Kirchenwesens erfolgte aber auch nach 1708 aber weiter in Borby. Vom Ortsteil Püschenwinkel gehört nur ein recht kleiner Teil im äußersten Norden zu Borby – der größte Teil gehört zu Eckernförde-Nord. Der Name geht auf die alte Flurbezeichnung Piscen Winckel (1772) zurück; Püschenwinkel schließt auch Flächen des damaligen Koln Barg-Gebietes ein.

## Gemeindegrenzen 1934
- Abgrenzung zum Eckernförder Stadtteil Vogelsang: Zum Vogelsang gehörten die Straße Vogelsang (im östlichen Bereich gehörten die angrenzenden Grundstücke und Gebäude teilweise zu Borby), der Jungmannweg bis zur Mündung des Möhlwischbaches (heute: Jungmannufer; die angrenzenden Grundstücke und Gebäude gehörten alle zumindest überwiegend[5] zu Borby), Ronnenbergweg, Höhenweg (heute: Rampenweg), Petersberg (südlicher Teil), Streckenbachsgang (südlicher Teil). Eine Karte von G. Rosenberg aus dem Jahre 1762 über die nördlich des Hafens gelegenen Stadtteile Eckernfördes zeigt zwischen Borby und Vogelsang nahezu identische Grenzen wie 1934.

- Abgrenzung zu Eckernförde-Nord und Vorstadt Steindamm: Der Mühlenberg (Straßenkörper) und die östliche Bebauung (alle nördlich der Ecke Mühlenberg/Streckenbachsgang sowie zwei südlich dieser Ecke liegende Grundstücke) gehörten zu Borby, die westliche Bebauung (und die ersten östlichen Grundstücke hin zur Kreuzung Vogelsang/Gaehtjestraße/Pferdemarkt) zur Eckernförder Vorstadt Steindamm, der Mühlenbergfriedhof zu Eckernförde-Nord. Die Schleswiger Landstraße gehörte nur zwischen Riesebyer Landstraße und Saxtorfer Weg zu Borby. Am Saxtorfer Weg zwischen Schleswiger Landstraße und Rosseer Weg (heute: Ostlandstraße) gehörte die östliche Bebauung zu´Borby, die westliche zu Eckernförde. Gen Westen verlief die Gemeindegrenze zwischen Borby und Eckernförde dem Verlauf der heutigen Ostlandstraße bis etwa zur Mitte zwischen heutiger Kreuzung Ostlandstraße/Pillauer Straße/Klaus-Groth-Straße und dem Püschenwinkel folgend (die südliche Bebauung gehörte zu Eckernförde, der zu Borby gehörende Norden war noch unbebaut), von dort aus verlief die Gemeindegrenze in nordnordöstlicher Richtung und endete etwa im Bereich des heutigen Kreuzungsbereiches B 203/Riesebyer Straße/Bundeswehrstraße.

- die Abgrenzung zu Louisenberg – das bis 1926 zu Hemmelmark gehörte, danach zu Barkelsby – bildete der Verlauf des Möhlwischbaches.

- Schnaap war umgeben von Gammelbyer Gebiet (u. a. Grasholz), von Windebyer Gebiet und dem Windebyer Noor.[6]

## Geschichte

Ehemaliges Marien-Louisen-Bad um 1910 an der damaligen Gemeindegrenze zwischen Borby und dem Eckernförder Stadtteil Vogelsang

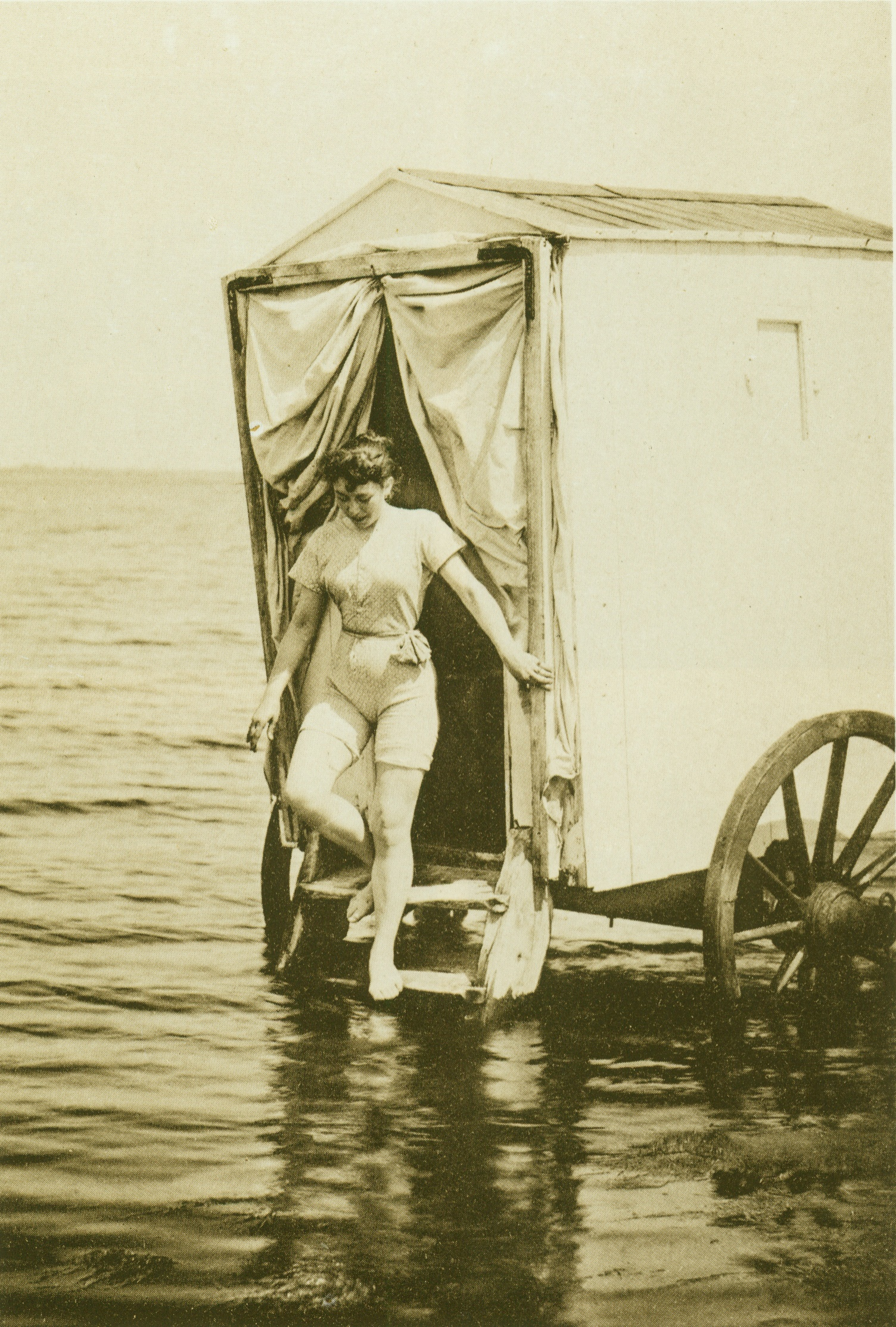
Badekarren und -bekleidung 1893, Foto von Wilhelm Dreesen

Borby wurde im 12. Jahrhundert gegründet. Ältestes noch vorhandenes Gebäude der Stadt Eckernförde ist die Borbyer Kirche, mit deren Bau zwischen 1150 und 1185 begonnen wurde. Die Besiedlung erfolgte zunächst der heutigen Bergstraße und später entlang der heutigen Norderstraße. Während zur Kirchengemeinde Borby große Gebiete auch außerhalb Borbys gehörten, war das Dorf Borby bis Mitte des 19. Jahrhunderts ein administrativ geteiltes: der größte Teil gehörte verwaltungstechnisch zur Hüttener Harde, ein Teil zum Gut Hemmelmark und damit zur Eckernförder Harde, bis etwa 1519 gehörte ein weiterer Teil zum Domkapitel des Schleswiger Doms und bis 1771 wurden einige Flächen vom Dorfe Borby (Hüttener Harde-Teil) und der Stadt Eckernförde gemeinsam verwaltet. Nachdem 1708 der Vogelsang nach Eckernförde umgemeindet war (s. o.), wurden 1771 die Flächen, die bis dahin mit der Stadt Eckernförde gemeinsam bewirtschaftet und verwaltet wurden („Feldgemeinschaft“) vermessen und aufgeteilt: Borby erhielt 8,5 Hufen, Eckernförde deren acht; eine halbe Hufe wurde dem Gut Hemmelmark zuerkannt.
Schon seit 1831 gab es einen nennenswerten Badebetrieb in der Seebadeanstalt Marien-Louisen-Bad Borby. Nach dem Bau dieser Warmbadeanstalt wurde 1832 ein Badefloß für Herren und 1833 dann ein Badefloß für Damen zum Baden in der Ostsee errichtet. Seit 1833 war Borby offiziell „Seebad“ und gehört damit zu den ältesten Bädern von Schleswig-Holstein. Bad Borby behauptete sich wirtschaftlich trotz einiger Tiefen bis zum Ersten Weltkrieg. Aufgrund des Krieges, der Veränderungen des 20. Jahrhunderts und des spätestens seit 1922 konkurrierenden Stadt Eckernförde begann jedoch das Ende des bis dahin eigenständigen Ostseebades Borby. Es ging bei der Eingemeindung um den Titel Ostseebad, den die Stadt Eckernförde erst nach der Eingemeindung führen durfte. Bei der Reichstagswahl März 1933 stimmten 34,6 % für die NSDAP, 9,2 % für die DNVP, 39,6 % für die SPD und 14,0 % für die KPD bei einer Wahlbeteiligung von 91,7 %. Somit konnten die linken Parteien SPD und KPD die Mehrheit der Stimmen erringen. Das endgültige Aus für das „rote Nest“ kam 1934 auf Betreiben des Eckernförder NSDAP-Bürgermeisters Helmut Lemke zustande. Der noch 1933 wiedergewählte Borbyer SPD-Bürgermeister (offizielle Bezeichnung damals: Bürgervorsteher) Richard Vosgerau wurde inhaftiert und kam 1945 im KZ Neuengamme oder auf der Cap Arcona ums Leben.
Eine geplante Großbebauung im Ortsteil Borbyhof (u. a. mit Eissporthalle) sorgte von 1979 bis 1983 für das größte Streitthema in der Geschichte der Eckernförder Kommunalpolitik. Zur Geschichte Borbys siehe auch: Geschichte der Stadt Eckernförde.

## Sonstiges
| Jahr          | Einwohner Borbys |
| ------------- | ---------------- |
| 1845          | 0437             |
| 1885          | 1162             |
| 1895          | 1485             |
| 1910          | 1747             |
| 1925          | 2022             |
| 1934 31. März | 2234             |

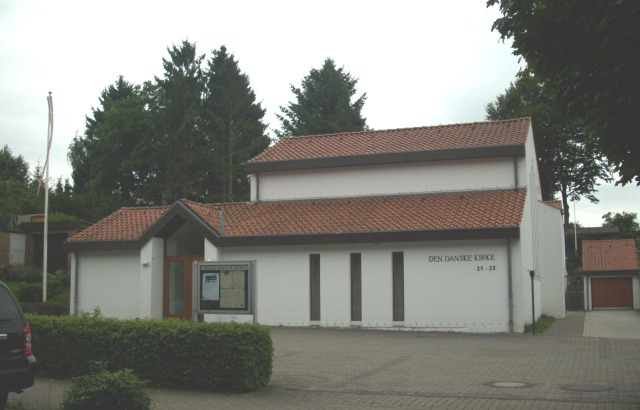
Die evangelisch-lutherische dänische Kirche (Egernførde danske Kirke) in Borby.

In dem jetzigen Stadtteil Borby gibt es bis heute noch eine eigene Katasternennung sowie eine selbstständige Ev.-Luth. Kirchengemeinde, deren Grenzen aber über die des Stadtteils Borby hinausgehen. Die Personenstandsbücher der ehemaligen Gemeinde sind heute nicht der Stadt Eckernförde, sondern dem Amt Schlei-Ostsee zugeordnet. In der Ostlandstraße befindet sich des Weiteren die ebenfalls evangelisch-lutherische dänische Kirche (Egernførde danske Kirke). Größter Verein von Borby ist mit über 1300 Mitgliedern die Borbyer Gilde (Toten-, Knochenbruch- und Schützengilde), die nachweislich schon 1746 bestand und deren Gründung wahrscheinlich im 17. Jahrhundert erfolgte.
In der Parkanlage am Borbyer Ufer steht ein Denkmal, das von Fritz Schaper erschaffen wurde und das an den Großen Kurfürsten erinnert. Ursprünglich befand sich das 1913 von Kaiser Wilhelm II. gestiftete Denkmal in Pillau (heute Baltijsk), wo es, zu Ehren der Kurbrandenburgischen Marine, ebenfalls am Hafen gestanden hatte. Im Zweiten Weltkrieg sollte es im Zuge der Materialverwertung in Hamburg eingeschmolzen werden, wozu es jedoch nicht kam. Als Eckernförde 1955 Patenstadt von Baltijsk geworden war, kam das Denkmal nach Borby, am Denkmal ist vermerkt: Bis zur Heimkehr.
Bis zur Eingemeindung Borbys 1934 war Eckernförde de jure Kreisstadt des Altkreises Eckernförde, de facto aber war es ab 1894 Borby, da in diesem Zeitraum die Kreisverwaltungsgebäude alle innerhalb der Borbyer Gemeindegrenzen lagen.

## Persönlichkeiten

### Söhne und Töchter der Gemeinde Borby
- Lorenz von Stein (1815–1890), Staatsrechtler und Nationalökonom
- Wilhelm von Linde (1848–1922), preußischer General
- Walter von Bülow-Bothkamp (1894–1918), Jagdflieger
- Willi Harwerth (1894–1982), Grafiker und Illustrator
- Nikolaus Jürgensen (1906–1971), Politiker
- Gundel Paulsen (1926–2018), Pädagogin und Herausgeberin von Anthologien
- Günter Gribbohm (* 1932), Jurist

### Mit Borby verbundene Personen
- Eduard Adler (1861–1938 oder 1940), Journalist und Politiker, wohnte und wirkte als Landrat in Borby
- Friedrich Christiansen-Weniger (1897–1989), Agrarexperte und Hochschullehrer, wohnte und wirkte in Borby
- Detlev von Liliencron (1844–1909), Dichter, wohnte und wirkte in Borby[21]